# 고조하마역
고조하마역(일본어: 虎杖浜駅)은 일본 홋카이도 시라오이 군 시라오이정에 위치한 홋카이도 여객철도 무로란 본선의 철도역이다. 역 번호는 H27이며, 상대식 승강장 2면 2선의 구조를 갖춘 지상역이다.

## 역 주변
- 국도 제36호선
- 고조하마 온천
- 고조하마 온천 호텔

## 역사
- 1928년 8월 5일 : 일본국유철도의 역으로서 개업. 일반역.
- 1960년 8월 1일 : 화물 취급 폐지.
- 1980년 5월 15일 : 소화물 취급 폐지. 무인역. 간이위탁화.
- 1981년 1월 : 역사 개축.
- 1987년 4월 1일 : 일본국유철도 분할 민영화에 의해, 홋카이도 여객철도가 승계.

## 인접 역
| 홋카이도 여객철도 무로란 본선 | 홋카이도 여객철도 무로란 본선 | 홋카이도 여객철도 무로란 본선 |
| ----------------------------- | ----------------------------- | ----------------------------- |
| H 28 노보리베쓰 오샤만베 방면 | ■ 무로란 본선                 | 다케우라 H 26 도마코마이 방면 |